# Valamugil georgii
Valamugil georgii és una espècie de peix de la família dels mugílids i de l'ordre dels mugiliformes.

## Morfologia
- Els mascles poden assolir 30 cm de longitud total.[3][4]

## Reproducció
És ovípar i els ous pelàgics.

## Hàbitat
És un peix marí de clima tropical i demersal.

## Distribució geogràfica
És un endemisme d'Austràlia.

## Observacions
És inofensiu per als humans.